# Syria na Letnich Igrzyskach Paraolimpijskich 1996
Syrię na Letnich Igrzyskach Paraolimpijskich w Atlancie reprezentowało dwóch zawodników (mężczyzn). Był to drugi występ Syrii na paraolimpiadzie. Reprezentanci tego kraju nie zdobyli żadnego medalu.

## Wyniki

### Podnoszenie ciężarów
- Y. Al Sheikh Younes – do 56 kg, 6. miejsce (152,5 kg)[2],
- Bassam Haiera – do 100 kg, 8. miejsce (177,5 kg)[3].